# Jiron
Jiron (hebr. יראון; ang. Yir'on) – kibuc położony w Samorządzie Regionu Ha-Galil ha-Eljon, w Dystrykcie Północnym, w Izraelu. Członek Ruchu Kibuców (Ha-Tenu’a ha-Kibbucit).

## Położenie
Leży na północy Górnej Galilei, w odległości 1 kilometra od granicy z Libanem.

## Historia
Pierwotnie w tej okolicy znajdowała się arabskie wioski Saliha i Fara. Podczas wojny domowej w Mandacie Palestyny w rejonie tych wiosek stacjonowały siły Arabskiej Armii Wyzwoleńczej. Podczas I wojny izraelsko-arabskiej w październiku 1948 Izraelczycy przeprowadzili operację Hiram. W dniu 30 października obie wioski zostały zajęta przez izraelskich żołnierzy. Mieszkańcy wioski Saliha przywitali wkraczających izraelskich żołnierzy białymi flagami. Pomimo to Izraelczycy dopuścili się masakry ludności cywilnej. Pod gruzami wysadzonych domów zginęło około 60-70 mieszkańców. Następnie obie wioski zostały wysiedlona, a wszystkie domy wyburzono.
Współczesny kibuc został założony w 1949.

## Gospodarka
Gospodarka kibucu opiera się na sadownictwie.